# عقيرباء خشنة
عقيرباء خشنة (الاسم العلمي: Euscorpius scaber) هي نوع من العنكبوتيات يتبع جنس العقيرباء من الفصيلة العقيربية.